# Ferry Chikushi
Die Ferry Chikushi (japanisch フェリーちくし) ist ein 1994 in Dienst gestelltes Fährschiff der japanischen Reederei Kyushu Yusen. Sie steht auf der Strecke von Fukuoka nach Tsushima im Einsatz.

## Geschichte
Die Ferry Chikushi wurde im Juni 1993 unter der Baunummer 589 in der Werft von Naikai Zosen in Setoda (heute Teil von Onomichi) auf Kiel gelegt und lief am 4. November 1993 vom Stapel. Nach der Ablieferung an Kyushu Yusen am 23. März 1994 nahm sie am 1. April 1994 den Fährdienst von Fukuoka (über den Hafen Hakata) über den Fischereihafen Ashibe bei Iki und Gounoura (beide in der Präfektur Nagasaki) nach Izuhara auf der Insel Tsushima auf.
Mit Ausnahme einer Grundberührung vor Ashibe 2013 und einer Kollision mit der Kaimauer mit nur leichten Schäden in Ashibe 2014 verlief die bisherige, mehr als 30 Jahre andauernde Dienstzeit der Ferry Chikushi ohne größere Vorkommnisse. Eine Überfahrt der Fähre von Fukuoka nach Tsushima dauert gut viereinhalb Stunden.
Passagiere an Bord der Ferry Chikushi können Erster oder Zweiter Klasse reisen. Zur Ausstattung an Bord zählen eine Lounge (Sky Lounge), ein Informationsschalter, Verkaufsautomaten mit Snacks und Getränken, Wasserspender und eine Spieleecke. Ein Restaurant gibt es nicht, kleinere Speisen können lediglich über die Automaten bezogen werden.